# Coleção de fósseis no Museu Nacional do Brasil

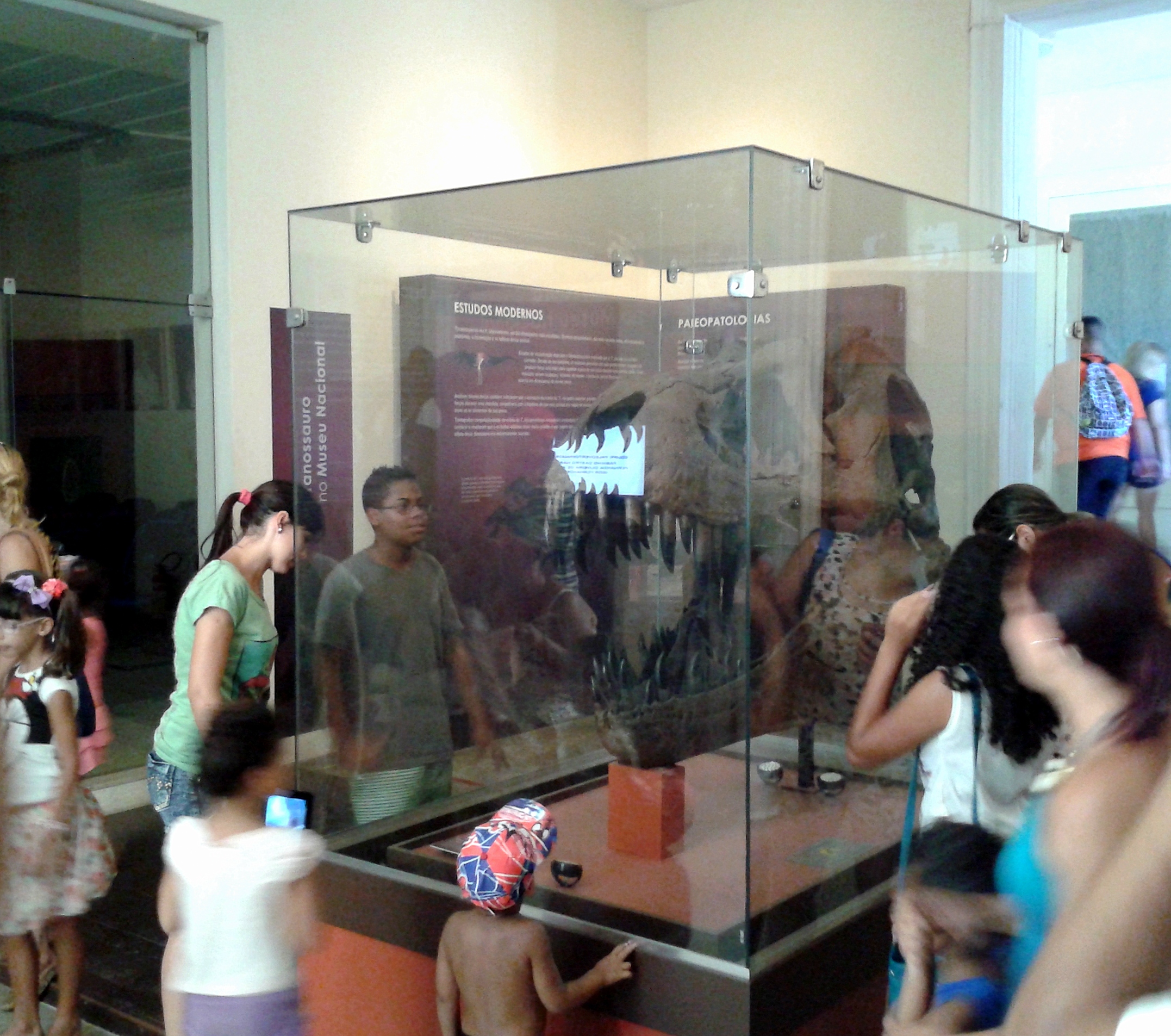
Exposição de um crânio de Tiranossauro rex no museu.

 As coleções do Museu Nacional do Brasil incluem uma exposição de fósseis.
O status atual da coleção é desconhecido após o incêndio que destruiu o museu em 2018.
| Imagem | Nome                                        | Idade      | Período            | Notas                                                              |
| ------ | ------------------------------------------- | ---------- | ------------------ | ------------------------------------------------------------------ |
|        | Esqueleto de Spinosaurus                    | 110 Ma     | Início do Cretáceo |                                                                    |
|        | Crânio de Lambeosaurus                      | 75 Ma      | Final do Cretáceo  |                                                                    |
|        | Crânio de Tyrannosaurus rex                 | 65 Ma      | Final do Cretáceo  |                                                                    |
|        | Luzia                                       | 11 ka      |                    | Encontrado na Lapa Vermelha IV, Lagoa Santa, Minas Gerais, Brasil. |
|        | Esqueleto de Dinodontosaurus                | 290-225 Ma | Permiano-Triássico |                                                                    |
|        | Esqueleto de Santanaraptor                  | 110 Ma     | Início do Cretáceo |                                                                    |
|        | Esqueleto de Tigre-dentes-de-sabre          | 1.8 Ma     | Pleistoceno        |                                                                    |
|        | Fóssil de Odonata                           |            |                    |                                                                    |
|        | Esqueleto de Maxakalisaurus topai (réplica) | 80 Ma      | Final do Cretáceo  |                                                                    |
|        | Asa de Pterossauro                          |            |                    |                                                                    |
|        | Esqueleto de preguiça-gigante               | 1.8 Ma     |                    |                                                                    |
|        | Ruffordia goepperti                         |            |                    |                                                                    |
|        | Esqueleto de pterossauro                    | 115 Ma     | Início de Cretáceo |                                                                    |
|        | Esqueleto de pterossauro                    | 110 Ma     | Início de Cretáceo |                                                                    |